# Jeans Team
Jeans Team ist eine Band, die seit 1995 in Berlin besteht und seitdem an der Weiterentwicklung des Genres Elektronische Popmusik arbeitet. Die Band wurde dafür bekannt, zum einen musikalisch wieder stärker (und stilbeeinflussend für andere Bands der folgenden Jahre) auf die Neue Deutsche Welle und dort Bands wie Trio oder DAF zurückzugreifen, zum anderen elektronische Tanzmusik zu machen.

## Geschichte
Ungefähr zur selben Zeit gründeten Franz Schütte und Reimo Herfort das visuell-auditive Projekt Jeans Team und beteiligten sich am Aufbau der „legendären“ Galerie Berlintokyo am Hackeschen Markt in Berlin-Mitte. Für die mit weiteren Freunden geführte Mehrzweck-Galerie, in der neben Ausstellungen auch Konzerte stattfanden und die zu einem Szene-Treffpunkt avancierte, wird als Gründungsjahr 1996 und für das Duo Jeans Team 1995 angegeben. Benannt hat sich das Duo nach einer blau-weißen geschwungenen Leuchtreklame, die im Ortsteil Wedding an einer Straße über einem Schuhladen, in dem zuvor Jeans verkauft worden waren, hing. Der anachronistische Neon-Schriftzug gefiel den Musikern; er passte zu ihrem Konzept, Vorhandenes umzufunktionalisieren. Nach einigen Jahren erwarben sie die Leuchtstoffröhre und transportierten sie von Auftrittsort zu Auftrittsort. Schüttes und Herforts erste offizielle Shows 1996 bestanden aus der Vorführung eines vorproduzierten 45-Minuten-Videofilms namens Baby, zu dem sie elektronische Klänge beisteuerten. Die auf VHS-Kassetten gezogene Vorstellung wurde in der Galerie verkauft, wobei jede Videokassette in ein aus Jeansstoff selbstgenähtes Täschchen eingelegt war.
1997 kamen Gunther Kreis und Henning Watkinson hinzu und machten aus dem experimentellen Zwei-Mann-Act eine echte Electronic-Band. Nach diversen Kompilations-Beiträgen auf den galerieeigenen Labels Spielkreis und Bungalow folgte die erste Tour durch Deutschland. Schließlich gründeten die Jeans-Team-Mitglieder im Jahr 1998 zwecks Veröffentlichung der beiden Singles Hi Fans und Ein Atom das Label Nadel Eins. Die Singles beinhalten außerdem drei Instrumental-Punkversionen. Dass die Single-Premiere im September 1998 mit einer Panne begann, weil die Auflage mit einem zu kleinen Loch für den Plattentellerstift hergestellt wurde, störte sie nicht weiter – sie brachten sie einfach noch einmal in abspielbarem Zustand heraus. Daraufhin absolvierte die Band eine weitere Tournee und begab sich dabei auch ins angrenzende Ausland, wo sie Konzerte in Paris und Amsterdam gab.
1999 nahm das Jeans Team im eigenen Nadel Eins Studio ihr Debütalbum Ding Dong auf und nach der Veröffentlichung im Juni 2000 auf Kitty-Yo tourte sie durch Deutschland. Neben neuen Stücken enthält das Album auch Versionen ihrer beiden Singles aus dem Jahr 1998. Positive Besprechungen in ausländischen Musikmagazinen bescherten der Band – trotz der deutschen Texte – nachhaltigen internationalen Erfolg. Der Aufforderung, ihre Lieder zu remixen, kamen mehrere Bands nach. Einige dieser Interpretationen bildeten 2000 und 2001 den Kern der verschiedenen Ausgaben der Maxi-Single Keine Melodien. Zum Remix von MJ Lan (Low-Spirit-Künstler) wurde ein Musikvideo erstellt, das es auf VIVA und MTV in die Rotation schaffte. Peaches, die sich ebenfalls des Liedes angenommen hatte und auf der Maxi-Single vertreten ist, spielte diese Version bei eigenen Konzerten. Die Bearbeitung von MJ-Lan ist auf vielen Kompilationen vertreten und war überall in den internationalen DJ-Playlists. Weltweit wurden von der Single rund 15.000 Exemplare verkauft. Im Zuge dieses Erfolges tourte die Band in Deutschland, Österreich und (mit Peaches) in Skandinavien. Zudem gab es Festivalauftritte in Deutschland, Spanien (hier auf dem Benicàssim-Festival) und Dänemark (hier auf dem berühmten Roskilde-Festival).
Im Winter 2001/2002 legten die Musiker eine Pause ein, um ihre Studiengänge – Kunst, Filmmontage und Architektur – abzuschließen. Im September 2002 erschien bei Kitty-Yo die EP Gold und Silber mit drei neuen sowie überarbeiteten alten Songs von Ding Dong. Anknüpfend an den Keine-Melodien-Erfolg, ist der Sound hier fetter, die Produktion tanzorientierter. Gold und Silber wurde vom Pluxemburg-Label lizenziert und so zur ersten Jeans-Team-Veröffentlichung in Skandinavien. Im Anschluss daran ging die Band in Deutschland, Spanien, England und Schottland auf Tour.
Zwischenzeitlich verließ der für Jeans Team zuständige Kitty-Yo-Promoter und enge Vertraute Patrick Wagner (gleichzeitig Sänger und Gitarrist bei Surrogat) im Streit die Firma. Damit war auch für Jeans Team die Zeit bei Kitty-Yo zu Ende und es folgte eine Phase der Vertragslosigkeit, denn Wagner arbeitete zunächst eine Weile als Produktmanager beim Universal-Sublabel Motor Music, bis er 2003 zusammen mit seiner Universal-Kollegin Yvonne Franken das Label Louisville Records gründete. Für die Aufnahmen zum zweiten Album konnte sich Jeans Team Zeit lassen und so dauerten diese im eigenen Studio von Ende 2002 bis Ende 2003. Unterbrochen wurde die Studioarbeit durch eine Einladung der BBC nach London zu einer John-Peel-Session. Im Mai 2003 wurde sie dann vom Goethe-Institut auf Russland-Tournee geschickt, mit Auftritten in Nischni Nowgorod, Samara, Saratow, Rostow am Don und Moskau. Konzerte in Portugal, Schweden und Norwegen folgten. Der Motorola-Konzern verwendete Hi Fans in einem ihrer in Asien ausgestrahlten Mobiltelefon-Spots, in dem die Band auch selbst in Erscheinung trat. Mit einem Teil des Honorars erfüllten sich die Musiker einen Traum und erstanden ein Exemplar der Synthesizer-Legende Synclavier II. Eine sechsstündige improvisatorische Live-Performance in den vormals als Apotheke dienenden Räumen der Galerie Neue Dokumente in der Schönhauser Allee wurde mitgeschnitten und unter dem Projektnamen Elektroservice im Februar 2004 im wiederbelebten Eigenlabel veröffentlicht.
Ein paar Monate später war Jeans Team bei Louisville untergekommen und zum Vertragsstart gab es im Oktober 2004 die Vorabsingle Berlin am Meer, eine träumerische Hommage an die Hauptstadt. Am 10. Januar 2005 folgte die CD Musik von oben. Strukturell erinnert diese an ihren Vorgänger, kommt aber insgesamt elektronischer daher. Die elektronischen Basis-Arrangements wurden aufgelockert durch neu hinzu gekommene Instrumente wie Blechbläser, Autoharp, Harmonium, Omnichord und Stealdrums sowie dem Gesang von Gastsängerinnen. Nur noch zwei Stücke wurden instrumental eingespielt. Wie nach Alben-Veröffentlichungen üblich, ging es auf Tournee, wobei neben Deutschland die Schweiz, Österreich, England, Irland, Frankreich, Spanien, Skandinavien und Kanada bedacht wurden. Bei den meisten Konzerten standen allerdings nur drei der vier Mitglieder auf der Bühne, weil sich Gunther Kreis verstärkt auf seine Tätigkeit als Filmeditor konzentrierte. Im Mai nahm die Band am Kongress der Europäischen Kultur in Paris teil und gestaltete einen Remix von Beatbox, einem Lied der irischen Hip-Hop-Band Butternut, der auf ihrer Maxi-Single Uncle B-Boy erschien.
Ende des Jahres begab sich die Band ins Studio und nahm als Trio das Album Kopf auf in Angriff. Diesmal wurde den „klassischen“ Band-Instrumenten wie Akustikgitarre, E-Bass und Schlagzeug mehr Geltung verschafft. Die drei Musiker wechselten sich bei der Bedienung der Instrumente wie auch beim Gesang ab. Im Spätsommer 2006 schickten sie die Demoversion von Das Zelt als Download-Angebot voraus; im Oktober folgte der komplette physische Tonträger.
2009 war Jeans Team auf das Gründerduo zurückgeschrumpft. Gitarrist Henning Watkinson hatte sich überanstrengt und war ausgestiegen. Er zog ein stressfreies Musikerleben vor und half zuerst 2006 bei Blumfeld aus, dann, 2009, auch in der Band um den Blumfeld-Solisten Jochen Distelmeyer. Außerdem befand sich Louisville Records in Liquidation, sodass Jeans Team Partner für zukünftige Veröffentlichungen suchte. Derweil holte man die Verwertungsrechte an Kompositionen der Vor-Louisville-Ära zurück. So konnte man ein Best-of-Album für den chinesischen Markt produzieren, Keine Melodien für einen VW-Werbespot im Vereinigten Königreich zur Verfügung stellen und den Titel Waffenladen neu aufnehmen und als 12"-Vinyl-Single (mit House- und Techno-Remixen aus der Berliner Szene) beim Berliner Label KarateMusik herausbringen. Im September und Oktober 2009 tourte das Duo in Asien und spielte dabei unter anderem in Seoul, Shanghai, Peking und Tokio. Anschließend war wieder die Heimatregion an der Reihe.
Im darauf folgenden Jahr fanden Tourneen in Russland und den USA statt. Um Neuschöpfungen wie Totes Kino und Cocktailständer veröffentlichen zu können, richteten Schütte und Herford ein Label mit dem Wortspiel-Namen „Alkomerz“ ein. Zu erstgenanntem Lied wurde 2011 ein Videoclip nachgereicht, der 2010 im kulturell umgenutzten Stadtbad Wedding (daher: „Stattbad Wedding“) gefilmt wurde. Ein komplettes Album erschien erst 2013. Mit dem Titel Das ist Alkomerz greift es den zuletzt verwendeten Labelnamen wieder auf, erschien jedoch beim Label Staatsakt, das auch kurz zuvor die Vinyl-Single Menschen (sind zum Träumen da) veröffentlicht hatte. Das Album enthält weder Gitarren noch ein Schlagzeug, selbst auf nach Schlagzeug klingende Beats wurde verzichtet. Das Synclavier II spielt die Hauptrolle. Als Gründe gaben die Musiker die Reproduzierbarkeit auf der Bühne und die Homogenität der Stücke untereinander an. Im April 2013 bedankte sich das Stadtmagazin QIEZ bei Jeans Team für deren „Lokalpatriotismus“ mit der Kür des Titels Scheiss drauf zum „Video der Woche“. Die Albumauskopplung Scheiss drauf war im Wedding entstanden und das ebenfalls auf dem Album befindliche Gesundbrunnencenter bezieht sich auf das gleichnamige Einkaufszentrum am Umsteigebahnhof Gesundbrunnen, der vor der Bezirksreform 2001 ebenfalls zum Bezirk Wedding gerechnet worden war.
Die auch als DJ-Gespann Tracht & Prügel auftretenden Schütte und Herford begannen 2017 ihren Backkatalog nebst bisher unveröffentlichter Aufnahmen, alles im Nadel-Eins-Studio nachbearbeitet, wiederzuveröffentlichen. Den Anfang machte das ursprüngliche VHS-Video Baby von 1996. Es folgte die Single „Kings of Dings“ (ursprünglich aus dem Jahr 1998). Außerdem werden Stück für Stück alle Veröffentlichungen der Band auch via Bandcamp und Spotify zugänglich gemacht, teilweise erweitert durch bisher unveröffentlichte Aufnahmen.

## Stil
Über die Anfangszeit heißt es in der Bandbiografie auf der Internet-Musikplattform laut.de, die Auftritte der Künstler seien „vom Wirrwarr ihrer Gedanken und der dementsprechenden Instrumentenhandhabung getragen“ gewesen. Ähnlich beschrieb es die Hauptstadtzeitung Der Tagesspiegel: „Die Band klang stets etwas klaustrophobisch, irgendwie nach enger Studenten-WG. Fahrstuhlmusik von Leuten mit Platzangst, Sound für das Ende von Techno: leicht aggressiv, nervös, verstrahlt.“
Bei Ding Dong erkannte der Autor des Tagesspiegel-Artikels Referenzen an DAF und Trio. Auf dieselben Vorbilder legte sich der Welt-am-Sonntag-Redakteur fest. Er erklärte das Ergebnis der Melange zum „Elektropop“. Dieser klinge „herrlich nervtötend, windschief und selbst gebastelt“, als wäre er mit preiswertem Instrumentarium locker-unbedarft eingespielt worden. Das zu Universal gehörende Label Motor Music analysierte den Stil folgendermaßen: „Der Sound entspricht einer neuen Form elektronischer Popmusik mit hypnotischen Melodien und staubigen Rhythmen, eingefasst in skelettartige Arrangements. Die Texte wirken sehr reduziert, enthalten meistens nur wenige Schlagwörter und emotionale Aufforderungen zum Tanzen.“ Kurz und bündig erklärte ein laut.de-Mitarbeiter die Band zu dieser Zeit zu „eine[r] respektlose[n] Trash-Combo“.
Album Nummer zwei, Musik von oben, wurde im Tagesspiegel als kompliziert, ohne den Wohlklang zu beeinträchtigen, beschrieben; es läge stilistisch entfernt von Techno und Electroclash. Für die Welt am Sonntag war es „fein getüftelt“, trotzdem „deutlich strukturierter“ und letztlich „erheblich erwachsener“ als der Erstling. Der laut.de-Kritiker konnte die „hibbelige Verspieltheit“ nicht überhören, bemerkte aber durchaus die sorgfältige Ausarbeitung und war erstaunt über „romantisch-technoide Klänge“, die in Richtung „Soundscapes“ tendierten. Auf jeden Fall handele es sich um „Soft-House“, meinte er, auch Neu!-Referenzen könne man ausmachen.
Laut dem Tagesspiegel ist Kopf auf melodiöser, gradliniger, weniger versponnen. Streckenweise breche sich der Kraftwerk-Stil Bahn wie in Silizium, es gebe aber auch discoartige Stücke, wofür T.Y.T.T.S. stehe. Sein Kollege bei der Welt am Sonntag wies ebenfalls auf die Kraftwerk-Anleihen hin. Insgesamt sei das Album ein „Soundtrack der digitalen Bohème“ und „fast seriöser Kunstpop“. „Style-Pop“ nannte dies das Musik- und Popkulturmagazin Spex. In der laut.de-Rezension werden pophistorische Zitate von Steve Miller bis Kraftwerk angeführt, die mit „Witz und Klasse, gepaart mit versierter Spielfreudigkeit“ dargeboten würden. Die dortige Bandbiografie geht zudem auf den Text ein: „Ergänzend zum überwiegenden, klug kultivierten Text-Nonsens finden mehrfach nachdenkliche Gedanken Einzug in verschiedene Titel.“
Das sieben Jahre später vorgelegte Werk Das ist Alkomerz stieß auf Kritik. Auf laut.de wird das nach Rezensentenmeinung seltsame Humorverständnis, das in „dümmliche Lyrics“ münde, in Kombination mit „naive[n] Sounds“ bemängelt. Ins gleiche Horn stieß der Musikexpress mit seiner (hier gerafft wiedergegebenen) Charakterisierung „Scheißdraufpop und Polkatechno trivialer und dürftiger Machart“. Auf der Webseite des Internetradiosenders BLN.FM wird Das ist Alkomerz als „Trash-Album“, das den Hörer allein „irgendwo in der Schwebe zwischen Begeisterung und Fassungslosigkeit“ lasse, bezeichnet. Die Geräuschkulisse erinnere an ein „Jump-and-Run“-Spiel aus der Frühzeit der Videospiele statt an die „Virtuosität früherer Werke“. Die Texte werden vom Rezensenten nicht abqualifiziert, vielmehr findet er, dass „scheinbar kontextlose Alltagsphrasen […] zu messerscharfen Punchlines ikonisiert“ werden.

## Diskografie

### Alben
- 2000: Ding Dong (LP/CD, Kitty-Yo)
- 2004: als Elektroservice: Elektroservice Live at Neue Dokumente (CD, Nadel Eins)
- 2005: Musik von oben (LP/CD, Louisville Records)
- 2006: Kopf auf (LP/CD, Louisville Records)
- 2013: Das ist Alkomerz (LP/CD, Staatsakt)

### Singles und EPs
- 1998: Hi Fans! (7"-Single, Nadel Eins)
- 1998: Ein Atom (7"-Single, Nadel Eins)
- 1999: Kings of Dings (7"-Single, Nadel Eins)
- 2000: Keine Melodien (12"-Single/CDM, Kitty-Yo)
- 2001: Keine Melodien (12"-Single/CDM, Kitty-Yo/V2)
- 2002: Gold und Silber (12"-Single/CDM, Kitty-Yo)
- 2004: Berlin am Meer (12"-Single/CDM, Louisville Records)
- 2005: Oh Bauer (12"-Single/CDM, Louisville Records)
- 2005: Wunderbar (CD-R, Louisville Records)
- 2006: Das Zelt (12"-Single/CDM, Louisville Records)
- 2006: Nonstop Nonstop Nonstop (7"-Single/MP3, defDrive)
- 2009: Waffenladen (12"-Single, KarateMusik)
- 2010: Totes Kino / Cocktailständer (12"-Single/CDM, Alkomerz)
- 2011: Bomberjäeckchen (7"-Single/MP3, Alkomerz)
- 2012: Menschen (sind zum Träumen da) (Vinyl-Single, Staatsakt)

### Auf Samplern (Auswahl)
- 1997: Henning Rock 'N' Roll – Spielkreis 01 – Sampler (Galerie BerlinTokyo)
- 1997: Hi Fans! – Ro 3003 – Sampler (Bungalow)
- 1998: Fetzfakor 1:1000 – Jimmy Gimme More – Sampler (Hausmusik)
- 2001: Keine Melodien – Berlin Macht Schule (V2 Records)
- 2001: Keine Melodien – Viva2 Fast Forward (V2 Records)
- 2003: Keine Melodien – Soloalbum – (Soundtrack, Universal)
- 2006: Das Zelt – Rolling Stone New Noises Vol. 80

### Kompilationen
- 2009: Allbums! (CD, Shanshui) [für den chinesischen Markt]

### Video-Alben
- 1996: Baby (VHS, Wiederveröffentlichung 2017 als „Digital Album“ in verschiedenen Streaming- und Download-Formaten)

## Weiterführende Informationen
- Lokalhymnen Berlin. Elf neue Hymnen aus, über und für Berlin. Edel, Hamburg 2013 (Medienkombination: CD, DVD, Beiheft; hier: Interview-Video mit Jeans Team).